# Важді Сахлі
Важді Сахлі (араб. وجدي سهلي, фр. Wajdi Sahli, нар. 17 квітня 1997, Ла-Сейн-сюр-Мер) — туніський футболіст французького походження, півзахисник сербського клубу «Раднички» (Крагуєваць).

## Ігрова кар'єра
Народився 17 квітня 1997 року у французькому Ла-Сейн-сюр-Мер у туніській родині. Дитиною перебрався з родиною до Тунісу, де займався футболом у структурі клубу «Етюаль дю Сахель».
У дорослому футболі дебютував 2018 року виступами за команду «Клуб Африкен», в якій провів два сезони, взявши участь у 28 матчах чемпіонату. Ставав у його складі володарем Кубка Тунісу. 
Протягом частини 2021 року грав у Казахстані за «Каспій», після чого перебрався до грецького «Аполлон Смірніс».
Сезон 2022/23 відіграв до чорногорської «Сутьєски», а наступний сезон провів вже у складі сербської команди «Раднички» (Крагуєваць).

## Титули і досягнення
- Володар Кубка Тунісу (1):

«Клуб Африкен»: 2017-2018